# Gmina Lobor
Gmina Lobor (chorw. Općina Lobor) – gmina w Chorwacji, w żupanii krapińsko-zagorskiej. W 2011 roku liczyła 3188 mieszkańców.